# Liolaemus cranwelli
Espèce
Synonymes
- Pelusaurus cranwelli Donoso-Barros, 1973

Statut de conservation UICN

 CR B1ab(i,iii) : 
En danger critique
Liolaemus cranwelli est une espèce de sauriens de la famille des Liolaemidae.

## Répartition
Cette espèce est endémique de Bolivie.

## Étymologie
Cette espèce est nommée en l'honneur de Jorge A. Cranwell.

## Publication originale
- Donoso-Barros, 1973 : Un nuevo saurio de Bolivia (Lacertilia, Iguanidae). Neotropica, vol. 19, p. 132-134.